# Чуперчень (Сату-Маре)
Чуперчень, Чуперчені (рум. Ciuperceni) — село у повіті Сату-Маре в Румунії. Входить до складу комуни Агріш.
Село розташоване на відстані 449 км на північний захід від Бухареста, 12 км на північний схід від Сату-Маре, 129 км на північ від Клуж-Напоки.

## Населення
За даними перепису населення 2002 року у селі проживали 523 особи.
Національний склад населення села:
| Національність | Кількість осіб | Відсоток |
| -------------- | -------------- | -------- |
| угорці         | 252            | 48,2%    |
| румуни         | 206            | 39,4%    |
| українці       | 65             | 12,4%    |

Рідною мовою назвали:
| Мова       | Кількість осіб | Відсоток |
| ---------- | -------------- | -------- |
| угорська   | 266            | 50,9%    |
| румунська  | 202            | 38,6%    |
| українська | 55             | 10,5%    |